# Atrypanius punctatellus
Atrypanius punctatellus là một loài bọ cánh cứng trong họ Cerambycidae.